# Baal (EP)
David Bowie in Bertolt Brecht’s “Baal” (kurz: Baal) ist eine EP von David Bowie. Es befinden sich darauf fünf Songs, die Bowie für eine Fernsehproduktion von Bertolt Brechts Theaterstück Baal einspielte.

## Entstehungsgeschichte
Im August 1981 hatte Bowie mit den Proben für seine Rolle in einer BBC-Produktion von Baal begonnen. Die Liedtexte wurden von  Ralph Manheim und John Willett ins Englische übersetzt; Dominic Muldowney arrangierte die Stücke für diese Aufnahme. Im September 1981 begaben sich Bowie und sein Produzent Tony Visconti nach Berlin, um die fünf Songs aus dem Theaterstück einzuspielen. Außer Bowie, Visconti und Muldowney werden keine Mitwirkenden angegeben.
Baal wurde am 2. Februar 1982 gesendet, gleichzeitig veröffentlichte RCA die EP. Beide waren relativ erfolgreich; die EP erreichte trotz der ungewöhnlichen Stücke Platz 29 der britischen Pop-Charts. Baal war Bowies letzte Aufnahme für RCA. Eine Wiederveröffentlichung von Baal auf CD steht noch aus. Die EP wurde als Download am 1. Januar 2007 wiederveröffentlicht.

## Inhalt
Der Choral vom großen Baal setzt sich aus über das Stück verstreuten Versen zusammen und „umreißen [Baals] stoische, fast animalische Philosophie“. In Erinnerung an die Marie A. erinnert sich Baal einer frühen Liebschaft; er erinnert sich an eine Wolke am Himmel, nicht jedoch an das Gesicht des Mädchens. Die Ballade von den Abenteurern ist eine aggressive Klage Baals über den Tod seiner Mutter. Vom ertrunkenen Mädchen erzählt vom Selbstmord einer Eroberung Baals – David Mallet filmte einen Videoclip zu dem Song, zeitgleich mit dem zu Wild Is the Wind. „Den kurzen und anstößigen Dirty Song singt Baal als letzte, abscheuliche Geste im Kabarett“.

## Titelliste

### Seite 1
1. Baal’s Hymn (Der Choral vom großen Baal) (Brecht) – 4:02
2. Remembering Marie A (Erinnerung an die Marie A.) (trad., arr. Brecht) – 2:04

### Seite 2
1. Ballad of the Adventurers (Die Ballade von den Abenteurern) (Brecht) – 1:54
2. The Drowned Girl (Die Ballade vom ertrunkenen Mädchen) (Brecht/Weill) – 2:24
3. Dirty Song (Brecht/Muldowney) – 0:37